# Karl Deutsch Prüf- und Messgerätebau
Karl Deutsch ist der Name eines Familienunternehmens, das sich mit der Entwicklung und Herstellung von Geräten für die zerstörungsfreie Werkstoffprüfung befasst. Der Firmensitz befindet sich in Wuppertal im Stadtbezirk Elberfeld-West.

## Geschichte
Der Ingenieur Karl Deutsch (1900 in Wittenberge/Prignitz geboren) wurde 1946 im sauerländischen Neuenrade Geschäftsführer eines Drahtwerkes. Dort fertigte man Draht aus einer speziellen Aluminiumlegierung, die sich gut zum Metallspritzverfahren eignete. Dieses Fertigungsverfahren interessierte ihn sehr, zumal durch diese Anwendung verschlissene Bauteile wieder verwendbar gemacht werden konnten. Darin sah Karl Deutsch großes Potential. Er machte sich an die Konstruktion einer neuen Spritzpistole mit einem neuen Draht-Transport. Ein Prototyp wurde erstellt,.

### Firmengründung und die ersten Jahre

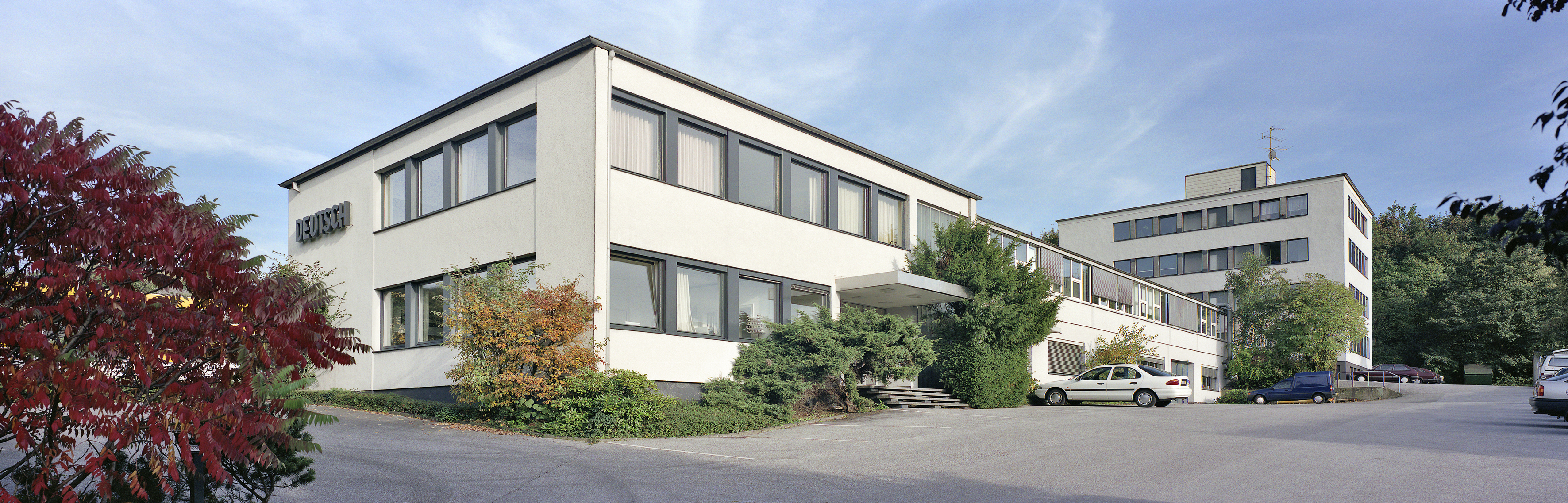
KARL DEUTSCH Werk 1

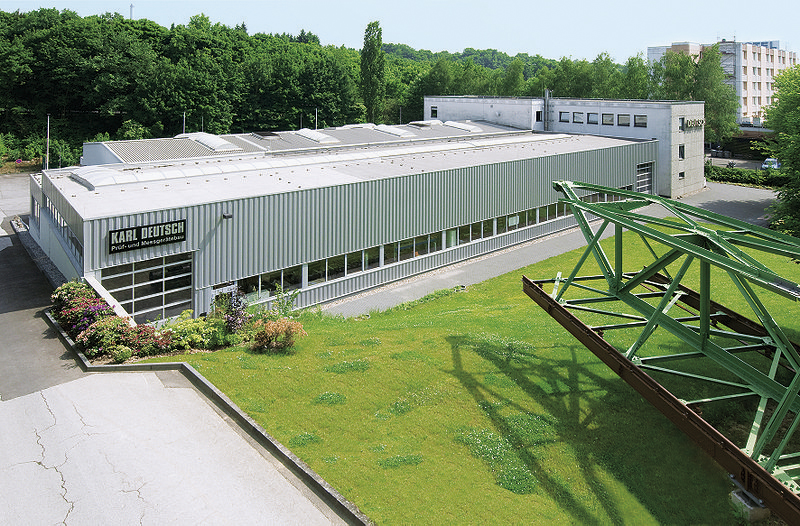
Luftaufnahme des Werk 2 mit neuem Anbau

Bei ersten Betriebsversuchen erwies es sich als wünschenswert, die Gleichmäßigkeit der gespritzten Schicht messen zu können. Hilfe dabei erhoffte sich Karl Deutsch vom Institut für Werkstoffkunde der TH Hannover, das sich auch mit dem Metallspritzen befasste. Als der Institutsleiter Alexander Matting nicht weiterhelfen konnte, schlug dessen Oberingenieur vor, so etwas gemeinsam zu bauen. Schnell entstand ein brauchbarer Prototyp. Eine Werkstatt für den Bau der ersten kleinen Serie war schnell gefunden.
Schon auf der HANNOVER MESSE 1948 leistete Deutsch sich einen Ausstellungsstand. Hier traf er leitende Mitarbeiter der Stuttgarter Handelsfirma Hahn & Kolb, die anboten, die Schichtdickenmessgeräte zu vertreiben. Ein Auftrag über 25 Geräte wurde erteilt, und außerdem erhielt Karl Deutsch das Angebot, im Vertrieb für die Firma mitzuarbeiten. Er wollte wieder selbständig sein und gründete am 13. Mai 1949 eine neue Firma. Diese wies im Untertitel „Spritz- und Schweißanlagen“ als Unternehmensziel aus.

### Ultraschallprüfung
Karl Deutsch und Werner Branscheid brachten bald ein Gerät zur Ultraschallprüfung heraus. Bald wurde Branscheids zum Labor umgerüstetes Gartenhaus zu klein. Karl Deutsch entschloss sich, die Fertigung selbst zu übernehmen, damit Branscheid sich der nötigen Weiterentwicklung widmen konnte. Er mietete in der Nähe seiner Wohnung die Räume einer ehemaligen Metzgerei in der Kriegerheimstraße. Zu seiner Sekretärin kamen nun drei weitere Mitarbeiter.
Die Aufwärtsentwicklung wurde 1955 jäh unterbrochen. Ein Patentstreit um den Ultraschallgerät brach aus. Zu allem Unglück wurde Branscheid durch einen Autounfall arbeitsunfähig. Einen Prozess gegen ein amerikanisches Großunternehmen konnte sich Karl Deutsch nicht leisten. Er verlegte sich aufs Verhandeln und sah sich nach anderen Entwicklungen um. Auch mit neuen Ideen beschäftigte sich der Ingenieur: Über ein Gerät zur Vermessung von Zahnrädern war schon lange diskutiert worden, auch über kontinuierliche Banddickenmessung, über die Ermittlung von Oberflächenrauheiten, über die Möglichkeit, die Kräfte hydraulischer Pressen zu kontrollieren, ja sogar über Konstruktionen, die man heute als elektronische Zerreißmaschinen bezeichnen würde. Das Entwicklungsprogramm stand im umgekehrten Verhältnis zu den technischen und finanziellen Mitteln.

### Magnetpulverrissprüfung
In einem Düsseldorfer Presswerk hatte ein Werkstoffprüfer eine neuartige Vorrichtung zur Magnetpulverrissprüfung gebastelt. In einem Topf wurde durch geschickte Pressluftzufuhr trockenes Magnetpulver in einen flüssigkeitsähnlichen Zustand versetzt. In dieses Bad konnten magnetisierte Prüflinge eingetaucht werden. Risse markierten sich spontan und ließen sich hell leuchtend erkennen. Karl Deutsch begriff die Möglichkeiten des „Wirbeltopfes“ sofort. Er machte eigene Versuche und optimierte die Druckluftzufuhr. Dabei kamen ihm seine Erfahrungen aus dem Gebläsebau zugute. Ein Gerätekonzept entstand.
Das Verfahren erschien optimal zur Prüfung von Schmiedestücken, und dafür war Bedarf, denn die deutsche Autoindustrie wuchs von einem Boom in den nächsten. Karl Deutsch fand einen geeigneten Fertigungsbetrieb und brachte seine Geräte heraus. Als Ergänzung ließ sich das schon früher entwickelte Risstiefenmessgerät RMG gut verkaufen.
Nun wurde auch die alte Metzgerei zu klein. In einer ehemaligen Textilfabrik in Wuppertal-Barmen waren größere Räumlichkeiten zu haben, auch wenn sie viel zu groß waren für die 12 Mitarbeiter.

### Generationswechsel 1961
Ab 1953 hatte Volker Deutsch, der Sohn von Karl Deutsch, an der RWTH Aachen Maschinenbau studiert. Er war nach dem Diplom nach Hannover gewechselt, wo er am Institut für Werkstoffkunde bei Prof. Alexander Matting 1961 promovierte. Er hatte sein mageres Assistentengehalt mit vielen Arbeiten für die Amtliche Material-Prüfanstalt verdient. So wurden die vier Jahre zu einem überaus nützlichen Praktikum über alle Verfahren der Werkstoffprüfung. Er half auch dabei, die ersten Kurse der DGZfP außerhalb Berlins zu organisieren.
Karl Deutsch hatte schon vor dem Firmeneintritt seines Sohnes die Bindung zu Hahn & Kolb gelöst. Er wollte sich ganz auf die eigenen Produkte konzentrieren. Nun mussten Vater und Sohn gemeinsam die Weichen für die Zukunft stellen. Das Programm wurde gestrafft, ein Rauheitsmessgerät mitsamt Patent verkauft, dein Elektropoliergerät sowie das Pressenkraft-Kontrollgerät eingestellt und alle Aktivitäten außerhalb der ZfP aufgegeben. Das galt sowohl für die Längen- und Abstandsmessung mittels magnetinduktiver Sonden als auch für medizinische Applikationen der Ultraschalltechnik. Dem Vorschlag des Sohnes, Ultraschall generell aufzugeben und sich ganz auf die damals viel einträglichere Rissprüfung zu beschränken, widersetzte sich der Vater. So beschlossen die beiden, fähige Elektrotechniker einzustellen, um den Einstieg in die Transistortechnik zu schaffen und die nächste Gerätegeneration zu entwickeln. Schon 1967 konnte der erste eigene Neubau geplant – und finanziert – werden.
Die Aufwärtsentwicklung setzte sich fort. Das Werk 1 wurde schon 1972 zu klein und durch einen viergeschossigen Anbau erweitert. Für den immer stärker wachsenden Prüfanlagenbau wurde 1978 das Werk 2 errichtet. Der Firmengründer Karl Deutsch verstarb 1974 ganz plötzlich und unerwartet. Die Erweiterung von Werk 1 hatte er noch miterlebt und auch die Gründung der ersten ausländischen Tochterfirma in Schweden.

### Generationswechsel 2001 und KARL DEUTSCH heute
Wolfram A. Karl Deutsch studierte Elektrotechnik an der TH Hannover. Danach schlossen sich Diplomarbeit in Hannover und Promotion in Chicago zu Themen der Ultraschallprüfung an, bevor er im Mai 1998 in die Firma eintrat. Sein beruflicher Start erfolgte im Bereich Ultraschallprüfanlagen und gestaltete sich schwierig. Der langjährige Bereichsleiter und Prokurist Peter Möller verstarb beim Absturz eines Kleinflugzeugs. Michael Joswig wurde zum neuen Bereichsleiter berufen. Er wurde unterstützt von Rainer Kattwinkel als Stellvertreter. Unter dieser Führung konnten sehr erfolgreiche Jahre im Anlagenbau verzeichnet werden. Nach 40 Jahren Firmenleitung ging Volker Deutsch zum Ende des Jahres 2000 in den Ruhestand.
Der Anlagenbau zeigte gute Ergebnisse, und diesem Umstand wurde durch dreimalige Erweiterung von Werk 2 (2004, 2006, 2013) Rechnung getragen. Die Montagefläche verdoppelte sich dabei. Bis heute werden sämtliche Prüfmaschinen durch die achtköpfige Konstruktionsabteilung entworfen und in den eigenen Hallen schlüsselfertig vormontiert. Auch große Anlagen, zuvor mehrmals in Zelten im Werksgarten montiert, konnten nun in den eigenen Hallen realisiert werden.
China war hierbei der wichtigste Export-Markt. Olaf Deutsch, der Bruder von Wolfram Deutsch, lebt seit 1999 in Peking und trat im Jahr 2005 als Büroleiter Peking ins Unternehmen ein. Er wird unterstützt von Zhang Zhengxin, der seit 1989 für KARL DEUTSCH tätig ist. Als im Jahr 2015 das 25-jährige Bestehen von KD-China gefeiert wurde, konnten auch mehr als 150 Referenzmaschinen vorgewiesen werden.
Im Jahr 2007 begann die gemeinsame Entwicklung eines Phased-Array-Moduls für den Anlagenbau mit der BAM in Berlin. Im Jahr 2009 ergab sich die Möglichkeit, bei der französischen Firma M2M die ersten Anteile zu erwerben, die kurz darauf auf 33 % erhöht wurden. Bis heute ist M2M (heute eine 100%ige Tochter von EDDYFI Kanada) der Partner für die Entwicklung von Phased-Array-Produkten. Im Jahr 2010 lieferte KARL DEUTSCH die erste Phased-Array-Rohrprüfanlage an Vallourec in Frankreich. Im Jahr 2014 konnte das GEKKO-Handgerät mit TFM-Technik vorgestellt werden. Im Jahr 2019 wurde die Geschäftsführung um Dipl.-Ing. Dietger Schäle erweitert, der bereits seit 2004 als Entwickler im Unternehmen tätig war. Im Jahr 2011 wurde er als Nachfolger von Michael Platte zum technischen Leiter berufen.

## Dienstleistungen und Produkte
KARL DEUTSCH ist ein Unternehmen auf dem Gebiet der zerstörungsfreien Werkstoffprüfung (ZfP). Das Unternehmen verfügt über 40 Vertretungen und Niederlassungen unter anderem in China, Brasilien, Japan, Südafrika und Saudi-Arabien. KARL DEUTSCH ist auf dem Marktsegment der Magnetpulverprüfgeräte in Deutschland marktführender Hersteller. Alle Produkte von KARL DEUTSCH werden komplett in Wuppertal entwickelt, gefertigt und endmontiert.
Mobile Prüf- und Messgeräte, stationäre Prüfanlagen, Sensoren und chemische Rissprüfmittel werden in zwei Werken in Wuppertal von 130 Mitarbeitern gefertigt. Weitere 20 Mitarbeiter in Auslandsbüros und ein weltweites Händlernetz sind für das Exportgeschäft verantwortlich.
Stahlwerke, Zulieferer der Automobilindustrie wie Schmieden und Gießereien und Hersteller von Kugellagern sind klassische Kunden. Typische Prüfaufgaben sind die Schweißnahtprüfung und die Auffindung von Gusslunkern mit Ultraschall. Die Oberflächenrissprüfung an Schmiedeteilen wird mit Magnetpulver und dem Farbeindringverfahren durchgeführt. Sicherheitsteile für den Schienenverkehr und für die Luftfahrt werden ebenfalls mit der ZfP untersucht. Handliche Messgeräte zur Wand- und Schichtdickenmessung sowie zur Feldstärken- und Risstiefenmessung komplettieren die Produktpalette. Dazu hält das Unternehmen KARL DEUTSCH 100 % Anteile an den Tochterunternehmen ECOMAG S.R.L (Italien) und KARL DEUTSCH Nordiska A.B.(Schweden), welche auch im Feld der zerstörungsfreien Werkstoffprüfung tätig sind.
Marken der Firma KARL DEUTSCH sind ECHOGRAPH, ECHOMETER, DEUTROFLUX, DEUTROMAT, DEUTROPULS, FLUXAMAT, FLUXA, KD-Check, LEPTOSKOP, RMG.